# Nuestro hijo, no
Nuestro hijo, no (título original: Not Our Son) es un telefilme estadounidense de drama de 1995, dirigido por Michael Ray Rhodes, escrito por Scott Swanton, musicalizado por Dan Foliart, en la fotografía estuvo Vic Sarin y los protagonistas son Neil Patrick Harris, Gerald McRaney y Tom Verica, entre otros. Este largometraje fue producido por Multimedia Motion Pictures y se estrenó el 3 de marzo de 1995.

## Sinopsis
Trata acerca de una familia de Seattle que colabora en secreto con la policía en un caso por incendio generalizado, el cual implica a un familiar.